# مؤسسة سعيد المسحال للثقافة والعلوم
مؤسسة سعيد المسحال للثقافة والعلوم وتُعرف باسم مركز المسحال الثقافي، هي مُؤسسة ثقافية فلسطينية تأسست عام 1996 في غزة بتمويل خاص من رَجل الأعمال سعيد المسحال، وتعمل المؤسسة على نشر الوعي الثقافي والعِلمي وتقدم نشاطات وخدمات متنوعة للأفراد والجماعات بالتعاون مع المؤسسات العاملة في ذات المجال لتحقيق التنمية المستمرة للمجتمع الفلسطيني في كافة مجالات العلم والثقافة، ومن أهم برامجها برنامج توثيق التاريخ الفلسطيني، كما تهدف المؤسسة إلى العمل على المُساهمة في نهضة المجتمع الفلسطيني ومساندته.
في 14 يناير 2004، افتُتح مبنًى جديد للمؤسسة بالقرب من دوار أبو حصيرة غرب غزة، حيثُ يحتوي على مَسرح وقاعة مؤتمرات ومكتبة إلكترونية وتقليدية ومركز للدراسات والأبحاث وقاعات معارض للفنون التشكيلية ومختبرات حاسوب. يَضم هذا المبنى مكاتب الجالية المصرية والمركز الثقافي المصري في غزة.

## قصف المبنى
في 9 أغسطس 2018 قَصفت طائرات إسرائيلية من طراز إف 16 مبنى المؤسسة في غرب مخيم الشاطئ بغزة والمُكون من 5 طوابق، ما أدى لتسويته بالأرض وإصابة 18 مواطنًا فلسطينيًا بجروحٍ مُختلفة، وذكرت المصادر أنَّ قصف المبنى كان ب10 صواريخٍ على الأقل. ذكرت وكالة الصحافة الفلسطينية (صفا) بأنَّ طائرات إسرائيلية مُسيرة قامت بإطلاق 8 صواريخ على مبنى المؤسسة ثم عاودت طائرات حربية إسرائيلية قصفه بصاروخين ما أدى إلى تدميره بشكل كامل.
استطاعات كاميرات عديدة بث عملية قصف المبنى على الهواء مباشرةً، حيثُ ظهرت سُحب الدخان الأسود وهي تغطي مكان الاستهداف، فيما أدت شدة القصف لخلق حالة الخوف والهلع بين صفوف النساء والأطفال، إلى جانب وقوع أضرار مادية في منازل المواطنين.

### خلفية
في يوم الأربعاء 8 أغسطس 2018 بدء التصعيد الإسرائيلي على قطاع غزة، حيثُ استشهد حوالي 4 مواطنين بينهم سيدة وطفلتها وجنينها الحامل به في الشهر التاسع وأُصيب 40 مواطنًا حسب وزارة الصحة الفلسطينية.

### ردود الفعل
- وزارة الثقافة الفلسطينية: أدانت قصف المبنى، ونشرت بيان نصهُ: «إن ما أقدمت عليه قوات الاحتلال من قصف متعمد للمبنى هو استمرار لمسلسل استهداف البنية التحتية الثقافية في فلسطين عامة، وقطاع غزة على وجه الخصوص، حيث يأتي بعد ذلك القصف الذي استهدف دار الكتب الوطنية ومدينة الحرف، في اعتداء صارخ على الموروث الثقافي الفلسطيني يبرز رعب الاحتلال من الثقافة الوطنية التي تعكس الجذور الراسخة للهوية الفلسطينية».[1]
- حازم قاسم، الناطق الإعلامي باسم حركة المقاومة الإسلامية (حماس): كتب على الفيسبوك بأنه «يعمد الاحتلال استهداف المراكز الثقافية بالقصف والتدمير، كما حدث مع مركز المسحال الثقافي، هو سلوك همجي، ينتمي لعصور التخلف التي تحارب الثقافة بالنار والبارود»، وأضاف أن «تعمد تدمير هذا المركز (المسحال) الذي يضم مقر الجالية المصرية، هو محاولة إسرائيلية لتخريب الجهود المصرية في قطاع غزة، ويؤكد أن الاحتلال هو عدو لكل مكونات الأمة العربية».[6]
- عادل عبد الرحمن، رئيس الجالية المصرية بغزة: قال إن المقر الثقافي الذي قصفه الاحتلال بغزة، يقدم الخدمات لآلاف الأمهات المصريات في قطاع غزة، وتم تدميره بطريقة بشعة وعنجهية.[10]
- حركة الجهاد الإسلامي في فلسطين: أدانت حركة الجهاد الإسلامي القصف الإسرائيلي لمؤسسة المسحال الثقافية، والتي تضم المركز الثقافي المصري ومقر الجالية المصرية في غزة، وأضافت الجهاد في بيان لها: «هذا العدوان يفضح تمامًا نوايا الاحتلال وإرهابه، ويكشف محاولاته النيل من الهوية الثقافية الوطنية والقومية عبر تدمير مؤسسة ثقافية ومركز يجسد الحضارة والتاريخ المصري».[11]

## روابط خارجية
- حساب المؤسسة الرسمي على موقع فيسبوك.
- فيديو لحظة قصف الطيران الإسرائيلي مقر الجالية المصرية في غزة عبر روسيا اليوم.
- مغول العصر يهدمون كعبة الثقافة، «المِسْحَال لم يعد سعيداً»! موقع فلسطين اليوم.